# Åke Ullsten
John Åke Ullsten, född 5 maj 1923 i Nätra församling i Västernorrlands län, död 20 maj 2007 i Sundsvall, var en svensk mångkampare. Han vann SM-guld år 1949 i femkamp och tävlade för Kramfors IK.